# Pottia groenlandica
Pottia groenlandica là một loài rêu trong họ Pottiaceae. Loài này được (Kindb.) Paris mô tả khoa học đầu tiên năm 1900.